# Limonia atwatye
Limonia atwatye là một loài ruồi trong họ Limoniidae. Chúng phân bố ở miền Australasia.